# Óneiro tou glyptoú
Pour plus de détails, voir Fiche technique et Distribution.
Óneiro tou glyptoú (en grec Όνειρο του γλυπτού) est un film grec réalisé par Lou Tellegen, sorti en 1930.
Le titre Όνειρο του γλυπτού signifie « Le Rêve du sculpteur » : le film reprend le thème du mythe de Pygmalion et Galatée.

## Fiche technique
- Titre : Óneiro tou glyptoú
- Titre original : Όνειρο του γλυπτού
- Réalisation : Lou Tellegen
- Pays d'origine :  Grèce
- Format : Noir et Blanc - Muet
- Date de sortie : 1930 (U.S.A)

## Distribution
- Georgia Vasiliadou